# Sadí Couture
Sadí Couture (fl. XX secolo) è stato un calciatore uruguaiano, di ruolo centrocampista.

## Carriera
Con la propria Nazionale si laureò campione continentale nel 1917.

## Palmarès

### Nazionale
- Campeonato Sudamericano de Football: 1

Uruguay 1917